# كريات عكرون
كريات عكرون أو قريات عقرون هي بلدة تقع في فلسطين (إسرائيل) في السهل الساحلي الأوسط بالمنطقة الوسطى. سميت عكرون بهذا الاسم نسبة إلى مدينة عقرون، وهي مدينة فلسطينية كبرى كانت موجودة على تل المقنع المجاور. أنشئت كريات عكرون في عام 1948، وكان اسمها كفار عكرون، على أراضي قرية عاقر الفلسطينية. بعد الحرب، استقر المهاجرين الجدد من اليمن وبلغاريا في المنازل المتبقية. في نوفمبر 1948، أنشئ مخيمي معبروت على أراضي القرية.

## بلدات توأم – مدن شقيقة
كريات عكرون توأم مع:
- بوسي-سان-جورج، فرنسا
- آكرون، أوهايو، الولايات المتحدة[4]

## أعلام
- دودو أهارون